# Amerila
Amerila là một chi bướm đêm thuộc phân họ Arctiinae, họ Erebidae. Một số loài thuộc chi này có cơ chế tự vệ đặc biệt khu chúng trưởng thành, khi bị quấy rầy, chúng phóng ra chất lỏng màu vàng từ các tuyến bên con mắt đồng thời tạo âm thanh đuổi kẻ tấn công.

## Các loài
- Amerila affinis Rothschild, 1910
- Amerila albivitrea Hampson, 1901
- Amerila aldabrensis Fryer, 1912
- Amerila androfusca Pinhey, 1952
- Amerila arthusbertrand Guérin-Méneville, 1830
- Amerila astreus Drury, 1773
- Amerila atrivena Hampson, 1907
- Amerila bauri Möschler, 1884
- Amerila bipartita Rothschild, 1910
- Amerila brunnea Hampson, 1901
- Amerila bubo Walker, 1855
- Amerila carneola Hampson, 1916
- Amerila castanea Hampson, 1911
- Amerila crokeri MacLeay, 1826
- Amerila femina Berio, 1935
- Amerila fennia Druce, 1887
- Amerila fuscivena Hampson, 1916
- Amerila howardi Pinhey, 1955
- Amerila leucoptera Hampson, 1901
- Amerila lineolata Kiriakoff, 1954
- Amerila lupia Druce, 1887
- Amerila luteibarba Hampson, 1901
- Amerila madagascariensis Boisduval, 1847
- Amerila magnifica Rothschild, 1910
- Amerila metasarca Hampson, 1911
- Amerila nigrivenosa Grünberg, 1910
- Amerila nigroapicalis Aurivillius, 1900
- Amerila nigropunctata Bethune-Baker, 1908
- Amerila niveivitrea Bartel, 1903
- Amerila omissa Rothschild, 1910
- Amerila pannosa Grünberg, 1908
- Amerila phaedra Weymer, 1892
- Amerila roseibarba Druce, 1901
- Amerila roseomarginata Rothschild, 1910
- Amerila rothi Rothschild, 1910
- Amerila rufifemur Walker, 1855
- Amerila serica Meyrick, 1886
- Amerila simillima Rothschild, 1917
- Amerila syntomina Butler, 1878
- Amerila thermochroa Hampson, 1916
- Amerila timolis Rothschild, 1914
- Amerila uniformis Berio, 1935
- Amerila vidua Cramer, 1780
- Amerila vitrea Plötz, 1880

## Hình ảnh

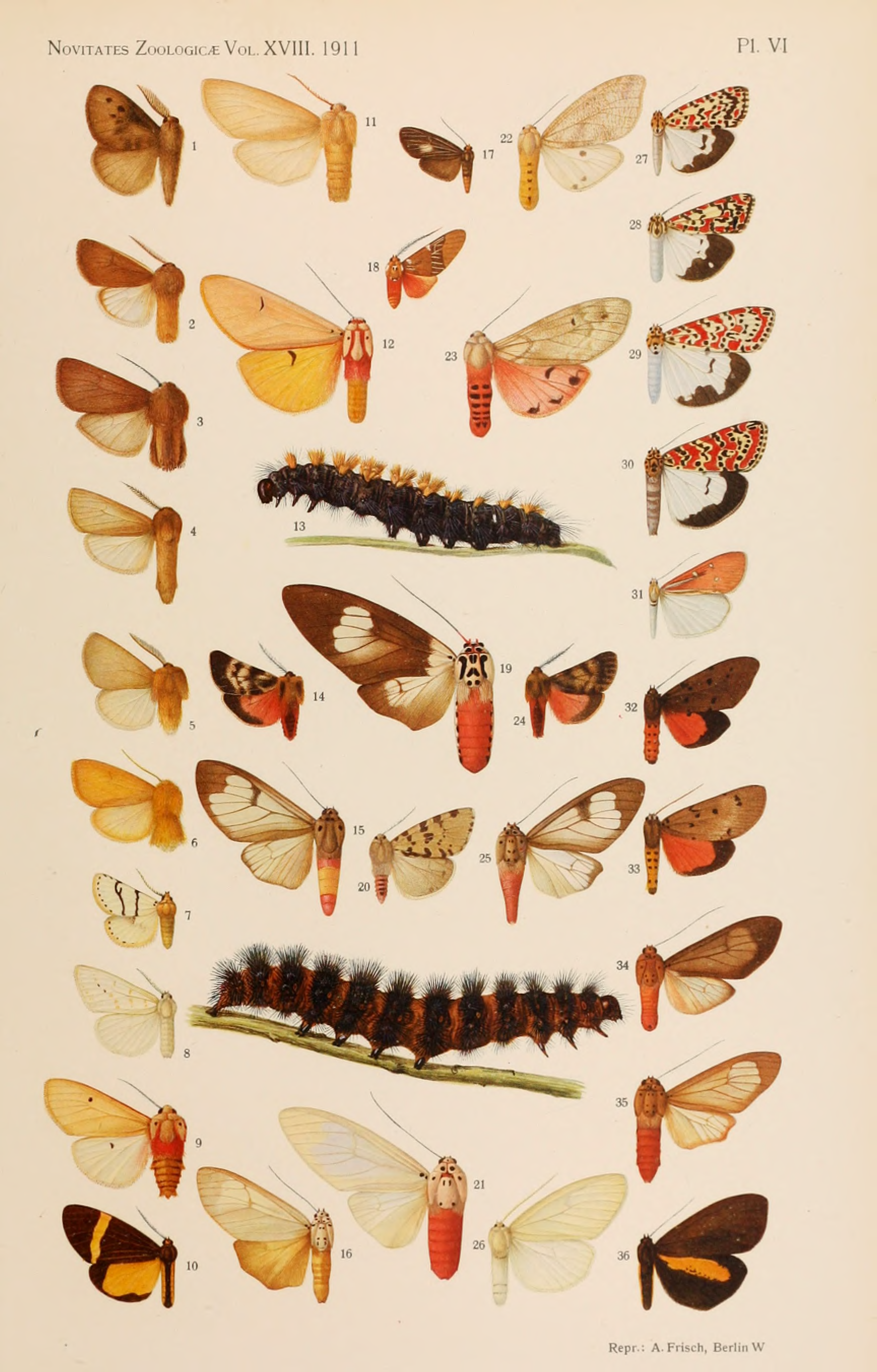